# Gala Osiyo
Gala Osiyo (uzb. cyr. Гала Осиё; ros. Галлаасия, Gałłaasija) – miasto w południowo-środkowym Uzbekistanie, w wilajecie bucharskim, siedziba administracyjna tumanu Buxoro. W 2016 roku liczyło ok. 12,6 tys. mieszkańców.
Miejscowość otrzymała prawa miejskie w 1982 roku.